# William Thompson Bacon
William Thompson Bacon (ur. 24 sierpnia 1812 w Woodbury, zm. 18 maja 1881 w Derby) – poeta amerykański.
Jego rodzicami byli Daniel Bacon (1772–1828) i Rebekah Thompson Bacon (1775–1855). W 1833 zaczął studia w Yale, uwieńczone dyplomem w 1837. Z tej okazji ułożył poemat Poem. The Influence of Nature on the Individual Mind. Następnie wstąpił do wyższego seminarium duchownego w New Haven (Yale Divinity School). W 1839 poślubił Elizabeth Ann Knight, córkę profesora medycyny z Uniwersytetu Yale, Jonathana Knighta. Został pastorem i objął parafię w Trumbull. W 1845, ze względu na zły stan zdrowia, zrezygnował z urzędu pastorskiego. Został wydawcą pisma New Englander. 
Wydał kilka tomików opatrzonych tytułem Poems (1837, 1839, 1848). Do jego najważniejszych wierszy należy poemat refleksyjny Thoughts in Solitude.